# Михеєво-Сухарево
Михе́єво-Су́харево (рос. Михеево-Сухарево) — присілок у складі Дмитровського міського округу Московської області, Росія.

## Населення
Населення — 19 осіб (2010; 16 у 2002).
Національний склад (станом на 2002 рік):
- росіяни — 94 %